# Ogonice
Ogonice (Appendicularia) – gromada małych zwierząt morskich zaliczanych do osłonic.
Znanych jest około 60 gatunków. Występują we wszystkich morzach do głębokości 200 m.

## Systematyka
Do gromady zalicza się jeden rząd z następującymi rodzinami:
- Rząd: Copelata
  - Fritillaridae
  - Kowalevskaiidae[4]
  - Oikopleuridae

## Anatomia
Ogonice są drobnymi, planktonowymi zwierzętami morskimi, o długości ciała od kilku do 90 mm. Struna grzbietowa występuje w ogonie przez całe życie. Są bezbarwne, niekiedy przezroczyste. Ciało pokrywa jednowarstwowy naskórek, który wytwarza niezwykle cienki oskórek chitynowy. Występują komórki gruczołowe, oikoplasty, wytwarzające substancje tworzące domki i sieci – homologiczne do tunik innych osłonic. Ruchami ogona osłonice wypychają wodę otworem z tyłu domku, co skutkuje ich ruchem odrzutowym. W domku występuje sieć, przez którą przedostają się wraz z wodą drobne organizmy służące za pokarm. Następnie są chwytane w sieć łowną znajdującą się z przodu zwykle owalnego tułowia zwierzęcia. W sytuacji zagrożenia lub zanieczyszczenia domku ogonica może go opuścić przez otwór lub rozerwanie struktury ogonem. Nie występuje jama okołoskrzelowa. Na stronie brzusznej, po bokach, umiejscowione są otwory skrzelowe.
Otwór gębowy otwiera się do szerokiej gardzieli. Po brzusznej stronie gardzieli znajduje się endostyl, nieobecny jedynie u przedstawicieli Kowalevskia, który odgrywa rolę w transporcie pokarmu do przełyku. W gardzieli znajdują się dwa pasma nabłonka migawkowego, powodujące przepływ wody przez gardziel. Następnie pokarm wkłada do żołądka, w dalszej kolejności do jelita, tworzącego pętlę i skierowanego ku przodowi. Jego ujście znajduje się przed otworami skrzelowymi. W przewodzie pokarmowym brak mięśni, pożywienie transportowane jest przez rzęski.
Serce umieszczone pod żołądkiem kurczy się blisko 250 razy na minutę, kierunki skurczy są nieregularne. Krew bezbarwna, pozbawiona elementów komórkowych, układ krwionośny otwarty. Układ nerwowy ogonic tworzy grzbietowy pień nerwowy, ciągnący się od zwoju głowowego do grzbietowej części tułowia nad układem pokarmowym. Następnie przechodzi do odcinka ogonowego, gdzie formuje jeden duży i 10 małych zwojów nerwowych. Nie występują narządy wydalnicze.
Z wyjątkiem Oikopleura doica wszystkie ogonice są obojnakami – posiadają zarówno gonadę męską, jak i żeńską. Gonady leżą poza pętlą jelita. Jajniki są otoczone parzystymi jądrami. Gonada męska dojrzewa szybciej, by nie doszło do samozapłodnienia; przez otwór w ciele plemniki wydostają się do wody. Jaja wydostają się do wody po rozerwaniu ściany ciała; rana nie goi się, a ogonica ginie. Z zapłodnionego jaja wylęga się larwa. Brak przeobrażenia – po zakończeniu wzrostu zwierzę może się rozmnażać. Ogonice uważa się za organizmy neoteniczne. Komórki naskórka larw nie wytwarzają tunik. Młode larwy mają ogon na przedłużeniu tułowia, który podczas rozwoju przesuwa się na stronę brzuszną i zagina ku przodowi, co jest powiązane z silnym rozwojem gonad w rosnącym ku tyłowi tułowiu. Następnie ogon obraca się w lewo o 90°, dzięki czemu jego oś grzbietowo–brzuszna wyrównuje się.